# Карпов, Иван Степанович
Ка́рпов Ива́н Степа́нович (8 (20) февраля 1888, д. Звягинская Черевковской волости Сольвычегодского уезда Вологодской губернии — 1 апреля 1986, с. Пермогорье Красноборского района Архангельской области) — крестьянин, дьякон, автор воспоминаний о жизни, быте, нравственности крестьян, социальной обстановке красноборской деревни в первой половине XX века.

## Биография
В 1902—1904 — певчий в Соловецком монастыре, где овладел нотной грамотой и сольфеджио. До 1910 году в крестьянском хозяйстве родителей в д. 3вягинская Ляховской волости, псаломщик (1911—1922), дьякон (1922—1928) Лябельского прихода Алексеевской волости, крестьянин д. Звягинская (1928—1936), столяр мебельной фабрики «Якорь» Архангельска (1936—1937). Необоснованно репрессирован в 1937 г., осужден на 10 лет, освобожден в мае 1939 года. Пчеловод совхоза «Черевково» (1939—1948). После выхода на пенсию в 1948 году проживал в селе Пермогорье. Увлекался духовной музыкой, игрой на фисгармонии, резьбой по дереву. Резная шкатулка его работы экспонировалась в павильоне СССР на Всемирной выставке в Японии в 1970 году.